# Каримов, Фахрази Шамсумухаметович
Фахрази́ Шамсумухаме́тович (Шамси́евич) Каримов (тат. Фәхрәзи Шамсимухамет улы Кәримов; 15 сентября 1932, Чалпы — 3 сентября 2019) — советский работник сельского хозяйства, комбайнер. Герой Социалистического Труда.

## Биография
Родился 15 сентября 1932 года в селе Чалпы Азнакаевского района Татарстана.
Ещё во время школьных каникул принимал участие в жатве, помогая своей сестре Бану — одного из лучших на то время комбайнеров колхоза «Коммунизмга» Бугульминского района. В шестнадцать лет Фахрази сам работал на комбайне и на тракторе и после окончания семилетней школы поступил учиться в Бугульминское училище механизации.
После окончания училища продолжил работу в колхозе «Коммунизмга», освоил все виды сельскохозяйственной техники. Затем работал в Азнакаевском районе. Одним из первых в районе возглавил уборочно-транспортное звено и в 1973 году за свой труд был награждён орденом Трудового Красного Знамени. В уборку 1976 года звено Каримова тремя комбайнами в один из дней жатвы убрало 134 гектара пшеничного поля и намолотило 4048 центнеров зерна, а за всю уборочную страду выдало более 50 тысяч центнеров хлеба и добилось самой высокой выработки среди уборочно-транспортных звеньев не только Азнакаевского района, но и Татарской АССР. За это достижение в этом же году Каримов был награждён орденом Ленина.
Кроме производственной, занимался общественной деятельностью, был депутатом сельского и районного советов, передавал свой опыт молодым работникам. После выхода на пенсию отдыхал. В 2012 году, находясь на лечении в Азнакаевской районной больнице, принимал поздравления по случаю Дня пожилых людей от администрации Азнакаевского района.
В Азнакаевском районе Герою установлен бюст.

## Награды
- 13 марта 1981 года Ф. Ш. Каримову было присвоено звание Героя Социалистического Труда с вручением ордена Ленина («за выдающиеся успехи, достигнутые в выполнении заданий десятой пятилетки и социалистических обязательств по увеличению производства и продажи государству продуктов земледелия и животноводства»[4]).
- Также был награждён медалями СССР и ВДНХ СССР, почётными грамотами.